# Erik Lamela
Erik Manuel Lamela (* 4. März 1992 in Buenos Aires) ist ein argentinischer Fußballspieler. Er stand zuletzt beim griechischen Verein AEK Athen unter Vertrag.

## Karriere

### Verein
Lamela begann bereits in frühen Jugendjahren bei seinem Heimatverein River Plate mit dem Fußball spielen. 2004, also im Alter von gerade mal zwölf Jahren, wollte der FC Barcelona ihn für seine Jugendakademie La Masia verpflichten; Lamela lehnte das Angebot jedoch ab.
Am 13. Juni 2009 debütierte Lamela in der Clausura der Primera División beim 3:1-Erfolg über den CA Tigre. Dies blieb sein einziger Einsatz in dieser Halbserie und auch in der Apertura 2009/10 wurde er lediglich einmal eingesetzt. Erst ab September 2010 kam er in der Apertura 2010/11 regelmäßig zum Einsatz. Seinen ersten Treffer für River Plate erzielte er am 5. Dezember 2010 mit dem 1:1-Ausgleich gegen CA Colón. Mit der Etablierung im Profikader fiel erneut das Interesse zahlreicher europäischer Spitzenvereine auf ihn. So lagen ihm laut Presseberichten Angebote vom AC Mailand, FC Chelsea, Real Madrid und dem FC Bayern München vor.
Trotz zweier durchschnittlichen Halbserien in den Jahren 2010 und 2011, die Rekordmeister River Plate jeweils auf einem Mittelfeldplatz beendete, musste der Verein aufgrund der schwachen Leistungen in den vorangegangenen beiden Spielzeiten in die Relegation, in der das Team an CA Belgrano scheiterte und damit zum ersten Mal in der 110-jährigen Geschichte des Vereins den Gang in die Nacional B antreten musste. Lamela, der in beiden Relegationsspielen auf dem Platz stand, verließ River Plate nach dem Abstieg Richtung Europa und unterschrieb einen Fünf-Jahres-Vertrag beim Serie-A-Klub AS Rom.
Für diesen Klub spielte Lamela erstmals am 23. Oktober 2011 (8. Spieltag) gegen US Palermo und erzielte bereits nach acht Minuten den entscheidenden Treffer zum 1:0-Sieg. Im Achtelfinale des Coppa Italia gegen den AC Florenz steuerte er beim 3:0-Erfolg zwei Tore bei. In seiner ersten Saison 2011/12 kam er auf 29 Einsätze (4 Tore), 2012/13 erzielte er 15 Treffer in 33 Spielen. 2013 konnte der AS Rom zudem das Finale des Coppa Italia erreichen, Lamela wurde auch im Endspiel eingesetzt, das jedoch mit 0:1 gegen den Stadtrivalen Lazio Rom verloren ging.
Am 30. August 2013 wechselte Lamela in die Premier League zu Tottenham Hotspur. Die Ablösesumme soll laut Medienberichten rund 30 Millionen Euro betragen haben, damit wäre er der bis dato teuerste Einkauf in der Vereinsgeschichte der Spurs. Sein Debüt in der Premier League gab Lamela am 1. September 2013 gegen den FC Arsenal, sein erstes Spiel auf internationalem Parkett bestritt er am 19. September 2013 im UEFA-Europa-League-Gruppenspiel gegen Tromsø IL. Nachdem er in der ersten Saison eher zu Kurzeinsätzen kam, etablierte er sich in den Saisons 2014/15 und 2015/16 unter Trainer Mauricio Pochettino im Team als Stammspieler. Lamela erreichte mit Tottenham 2015 das Finale des EFL Cups und 2016 den dritten Platz in der Liga. In der folgenden Saison 2016/17 fiel er aufgrund einer Hüftverletzung für den Großteil der Saison aus. 2018 verlängerte Lamela seinen Vertrag bis 2022. 2018/19 erreichte Tottenham das Finale der UEFA Champions League, das gegen Liverpool verloren wurde. Lamela absolvierte bis dahin neun Partien im Wettbewerb, im Finale kam er jedoch nicht zum Einsatz. Am 14. März 2021 erzielte Lamela nach Einwechslung ein Tor per Rabona, das in der Premier League zum Tor des Monats und Tor der Saison gewählt wurde. Später gewann er für dieses Tor auch noch den FIFA-Puskás-Preis.
Im Sommer 2021 wechselte Lamela zum FC Sevilla in die spanische Primera División. Bei seinem Debüt gegen Rayo Vallecano gelangen ihm direkt zwei Tore. Erst eine Schulterverletzung, die er im November 2021 erlitt und die ihn für vier Monate außer Gefecht setzte, stoppte seinen guten Lauf zu Beginn der Saison. In der Saison 2022/23 gewann Lamela mit Sevilla die UEFA Europa League. Zuvor hatte er im Halbfinale gegen Juventus Turin den entscheidenden Treffer in der Verlängerung erzielt, im Finale traf er im Elfmeterschießen. Er verließ den FC Sevilla mit 92 gespielten Spielen und 16 geschossenen Toren.
Am 21. Juli 2024 wurde bekannt gegeben, dass Lamela einen Dreijahresvertrag beim griechischen Verein AEK Athen in der Super League unterzeichnete.
Am 14. August 2024 gab Lamela sein Karriereende auf Instagram bekannt.

### Nationalmannschaft
Lamela wurde bereits in verschiedenen Juniorennationalmannschaften Argentiniens eingesetzt. Mit der U-20-Auswahl nahm er an der U-20-Weltmeisterschaft 2011 in Kolumbien teil. In vier Partien erzielte er drei Tore, dazu kam im Viertelfinale gegen Portugal ein verwandelter Elfmeter im Elfmeterschießen, in dem die Argentinier um Lamela dennoch mit 4:5 verloren.
Bereits am 25. Mai 2011 debütierte er beim 4:2-Erfolg über Paraguay in der argentinischen A-Nationalmannschaft. Er spielte von Beginn an und wurde beim Stand von 3:2 in der 58. Minute ausgewechselt. Lamela war Teil des argentinischen Kaders bei der Copa América 2015 und der Copa América Centenario 2016, bei beiden Turnieren erreichte Argentinien das Finale, unterlag aber jeweils Chile im Elfmeterschießen. 2018 wurde er nach zweijähriger Pause nochmal für zwei Partien in die Nationalmannschaft berufen. Insgesamt spielte Lamela 25 Mal für Argentinien, wobei er drei Treffer erzielen konnte.

## Erfolge
Nationalmannschaft
- Finalist der Copa América: 2015, 2016

Verein
- UEFA-Europa-League-Sieger: 2023 (mit FC Sevilla)
- Finalist der UEFA Champions League: 2019 (mit Tottenham Hotspur)
- Finalist EFL Cup: 2015, 2021 (mit Tottenham Hotspur)
- Finalist Coppa Italia: 2013 (mit AS Rom)

Individuell
- FIFA-Puskás-Preis: 2021
- Premier League Goal of the Season: 2020/21
- Premier League Goal of the Month: März 2021